# Templo de la Perla
El Templo de la Perla fue un edificio cristiano de la antigua Iglesia siríaca del Oriente ubicado en la calle de las Estalagmitas, junto a la puerta oeste de la Ciudad de Yichow (actual Chengdu). El templo fue construido a más tardar en el año 756 d. C. sobre las ruinas del Castillo de los Siete Tesoros (también denominado Castillo de la Perla) del antiguo reino Shu. Según la Corografía ilustrada de Shu, fue destruido en una fecha no especificada durante el caos provocado por un conflicto militar en la dinastía Tang (618–907).